# Марьевка (Первомайский район)
Ма́рьевка (укр. Мар'ївка) — село, Дмитровский сельский совет, Первомайский район, Харьковская область, Украина.
Код КОАТУУ — 6324583002. Население по переписи 2001 года составляет 121 (59/62 м/ж) человек.

## Географическое положение
Село Марьевка находится на левом берегу реки Орель, выше по течению на расстоянии в 1,5 км расположено село Новая Семеновка, ниже по течению на расстоянии в 7 км расположено село Верхняя Орелька, на противоположном берегу — село Дмитровка.

## История
- 1831 — дата основания.